# Eorchestia palustris
Eorchestia palustris is een vlokreeftensoort uit de familie van de Talitridae. De wetenschappelijke naam van de soort is voor het eerst geldig gepubliceerd in 1993 door Richardson.